# Monte Hudson

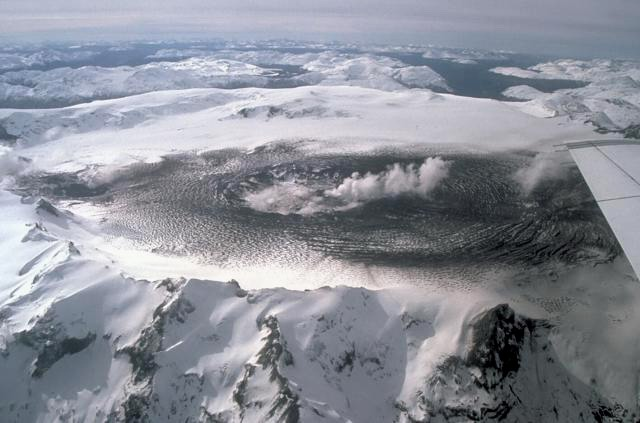
Monte Hudson em 1991.

Monte Hudson (conhecido localmente como Volcán Hudson) é um estratovulcão no sul do Chile e o local de uma das maiores erupções do século XX, em 1991. A própria montanha é coberta por uma geleira. Há uma caldeira no cume de uma erupção antiga; a atividade vulcânica moderna vem do interior da caldeira. O Monte Hudson foi nomeado como uma homenagem a Francisco Hudson, um hidrografista da Marinha Chilena do século XIX.